# Franz Adolf Namszanowski
Franz Adolf Namszanowski (12 de agosto de 1820, Dantzig-22 de marzo de 1900, Frauenburg) fue un obispo católico del Ejército prusiano y el Ejército Imperial Alemán entre 1868 y 1873.

## Biografía
Namszanowski creció en circunstancias modestas, pero pudo estudiar en Ermeland con la ayuda de su tío. Después del abitur en el gymnasium de Culm, estudió filosofía y teología en Breslau y después fue en 1844 al liceo de Hosianum de Braunsberg.
Dos años más tarde, fue ordenado sacerdote en la catedral de Frauenburg, después fue capellán en Altmark, Berungen y Bischofsburg, después se convirtió en párroco de Grieslinen y profesor de religión en el gymnasium de Hohenstein. Durante un tiempo, trabajó en Groß-Ramsen y fue rector de Königsberg durante siete años. En 1866, el rey Guillermo I de Prusia lo nombró obispo militar. Su nombramiento, sin embargo, solo se produjo después de la creación oficial por el papa del título de obispo católico del ejército prusiano por un breve de 22 de mayo de 1868.
El 18 de julio de 1868 el papa Pío IX le nombra obispo titular de Agathopolis. El 11 de octubre de 1868 tuvo lugar su consagración en la catedral de Frauenburg por el cardenal arzobispo Philipp Krementz, entonces obispo de Ermeland. El 1 de noviembre tuvo lugar la inauguración solemne y la entronización en la iglesia de la guarnición de San Miguel de Berlín. Durante la guerra franco-prusiana de 1870, el obispo Namszanowski estuvo a la cabeza de la capellanía militar y celebró el jubileo papal el 16 de junio de 1871 en la Catedral de Santa Eduviges de Berlín. Las diferencias con la autoridad militar en materia religiosa y su terquedad llevaron a su destitución en 1872. Incluso antes de que se pronunciara el veredicto disciplinario, se le retiran todas las insignias episcopales de dignatario. Namszanowski no hizo más apariciones públicas después de estas medidas. Antes de morir en marzo de 1900, fue canónigo de la catedral de Frauenburg.